# فنحاص مائيري
فنحاس مائيري (פנחס מאירי، 16 مارس 1865 - 15 ديسمبر 1938) أحد رواد اليشوب، ومن أوائل المستوطنين في بتاح تكفا. ترأس مائيري مجلس بتاح تكفا من عام 1922 إلى عام 1928، وكان عضوًا فيه عدة مرات.

## السيرة الذاتية
وُلد مائيري في بونيفشيف، ليتوانيا، إبناً لفنتالي هيرتس وتسيبورا. درس في طفولته في مدرسة دينية يهودية، ثم في مدارس دينية يهودية في مدينتي كيدايني وداوغافبيلس. تزوج في عام 1882 من سارة ليفشيتس.
في عام 1882، اشترى والده أرضًا في مستوطنة بتاح تكفا وأرسله إليها قبله. في عام 1883 هاجر إلى فلسطين مع مجموعة عرفت باسم "البياليستوكيين" (مجموعة من نحو ستين مستوطن من مدينة بياليستوك شمال شرق بولندا) واستقر في مستعمرة مستوطنة يهود التي أنشأها مستوطنو بتاح تكفا فراراً من الحمى. كان سكان يهود يسيرون ساعتين يوميًا إلى بتاح تكفا لزراعة الأرض.
بعد بضع سنوات، استقر الحاخام أرييه ليب فرومكن في بتاح تكفا، واستقطب المزيد من الناس وأنشأ هناك مدرسة دينية وتلمود توراة. انضم ميري إلى الحاخام فرومكين كطالب ومعلم وعامل.
في عام 1885، زار كالونيموس زئيف فيسوتسكي البلاد وكان مهتمًا بوضع مستعمرة بتاح تكفا. أراد سكان يهودا إقناعه باستحالة إنشاء مستوطنة على أرض بتاح تكفا حتى يتمكنوا من الحصول على تمويل لمواصلة العمل على بعد ساعتين من منازلهم. ولتحقيق هذه الغاية، جند أهالي يهودا ميري لخدمة فيسوتسكي خلال زيارته لإسرائيل وإقناعه بذلك. وقد عارض الحاخام فرومكين بشدة هذه المهمة، إذ رأى أن المستعمرة يجب أن تكون على أراضي بتاح تكفا نفسها. وبعد انتهاء الخلاف بقرار إقامة المستعمرة في بتاح تكفا، وافق الحاخام فرومكين على "الشليخوت"، فخرج ميري لخدمة فيسوتسكي. رفض ميري قبول أجر مقابل هذا العمل، فعيّنه فيسوتسكي وسيطًا بين قرية بتاح تكفا وإدارة منظمة "حبّوي صهيون" في إسرائيل.
لاحقًا، انضم ميري إلى الثمانية والعشرين مزارعًا الذين تلقوا دعمًا من البارون روتشيلد في بتاح تكفا، وكان عضوًا في لجنة "الثمانية والعشرين". ومع مرور الوقت، أنشأ ميري مزرعة كبيرة ومتنوعة، وسدد القروض لموظفي البارون في المستعمرة.
تذكر المصادر العبرية أن مائيري شارك في الدفاع عن بتاح تكفا ضد العرب من قرى جلجولية وفجة المحيطتين. في عام 1898، هاجم عرب مائيري وهو في طريقه من زخرون يعكوف إلى بتاح تكفا جنوب جلجولية، وأصيب بجروح بالغة. اضطر مائيري للسفر إلى أوروبا للخضوع لعملية جراحية، وظلت ندبة في رأسه طوال حياته.
انتُخب مائيري عدة مرات في لجنة مستعمرات بتاح تكفا، وترأسها من عام 1922 إلى عام 1928 (في الفترة من 1914 إلى 1918، كانت اللجنة مجلسًا محليًا).
توفي مائيري في 15 ديسمبر 1938 في بتاح تكفا. وسُمي أحد شوارع بتاح تكفا باسم مائيري.